# Municipio de Filipstad
Filipstad es un municipio situado en la provincia de Värmland, en Suecia. Tiene una población estimada, en mayo de 2024, de 9923 habitantes.
Se creó el 1 de enero de 1971, cuando la ciudad de Filipstad se fusionó con los municipios rurales de Kroppa, Rämmen y Värmlandsberg.